# Wilhelm Bendz

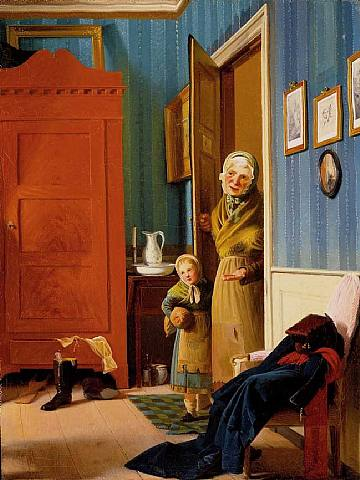
Wizyta żebraczki z dzieckiem, 1829

Wilhelm Bendz (ur. 20 marca 1804 w Odense, zm. 15 listopada 1832) – duński portrecista, reprezentant malarstwa duńskiego okresu Złotego Wieku.
Studiował w latach 1820–1825 w Królewskiej Duńskiej Akademii Sztuki (Kunstakademi Danske Kongelige Det) w Kopenhadze u Christoffera Wilhelma Eckersberga. Oprócz portretów malował sceny rodzajowe i sporadycznie pejzaże.
W 1830 wyjechał do Monachium, zmarł niespodziewanie podczas podróży do Włoch w Vicenzy.